# Jérôme Thiesson
Jérôme Thiesson (6 augustus 1987) is een Zwitsers voetballer (verdediger) die sinds 2011 voor de Zwitserse eersteklasser FC Luzern uitkomt. Voordien speelde hij onder meer voor FC Zürich en AC Bellinzona.
In 2007 speelde Thiesson een wedstrijd voor de Zwitserse U-21.